# Stock sport

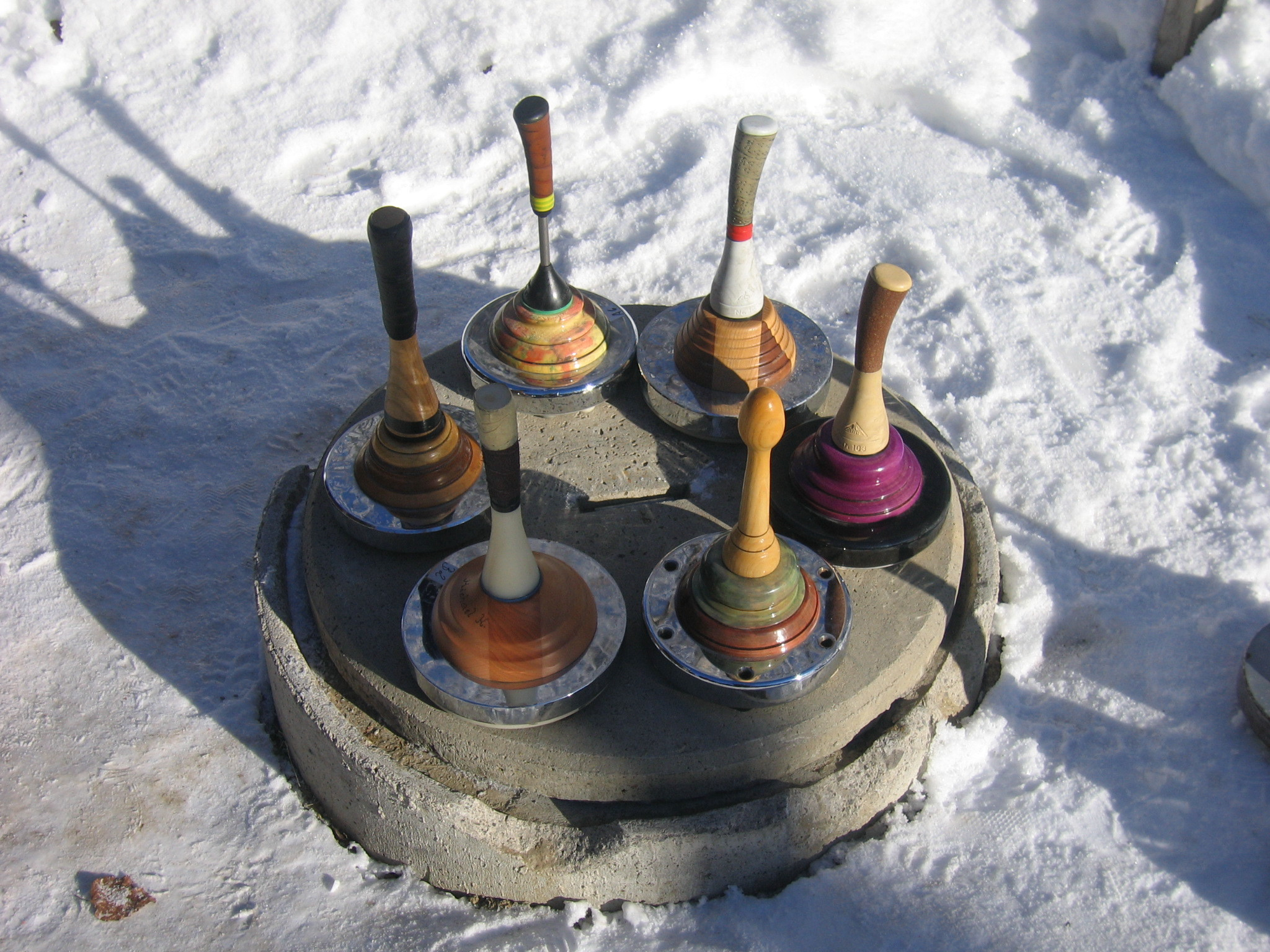

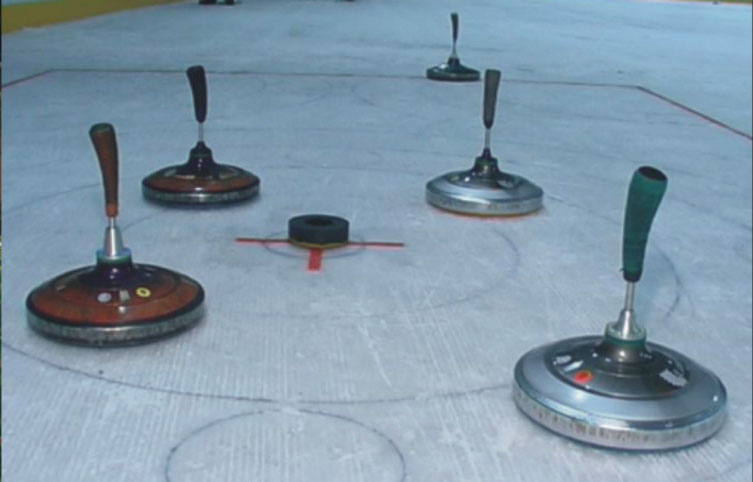

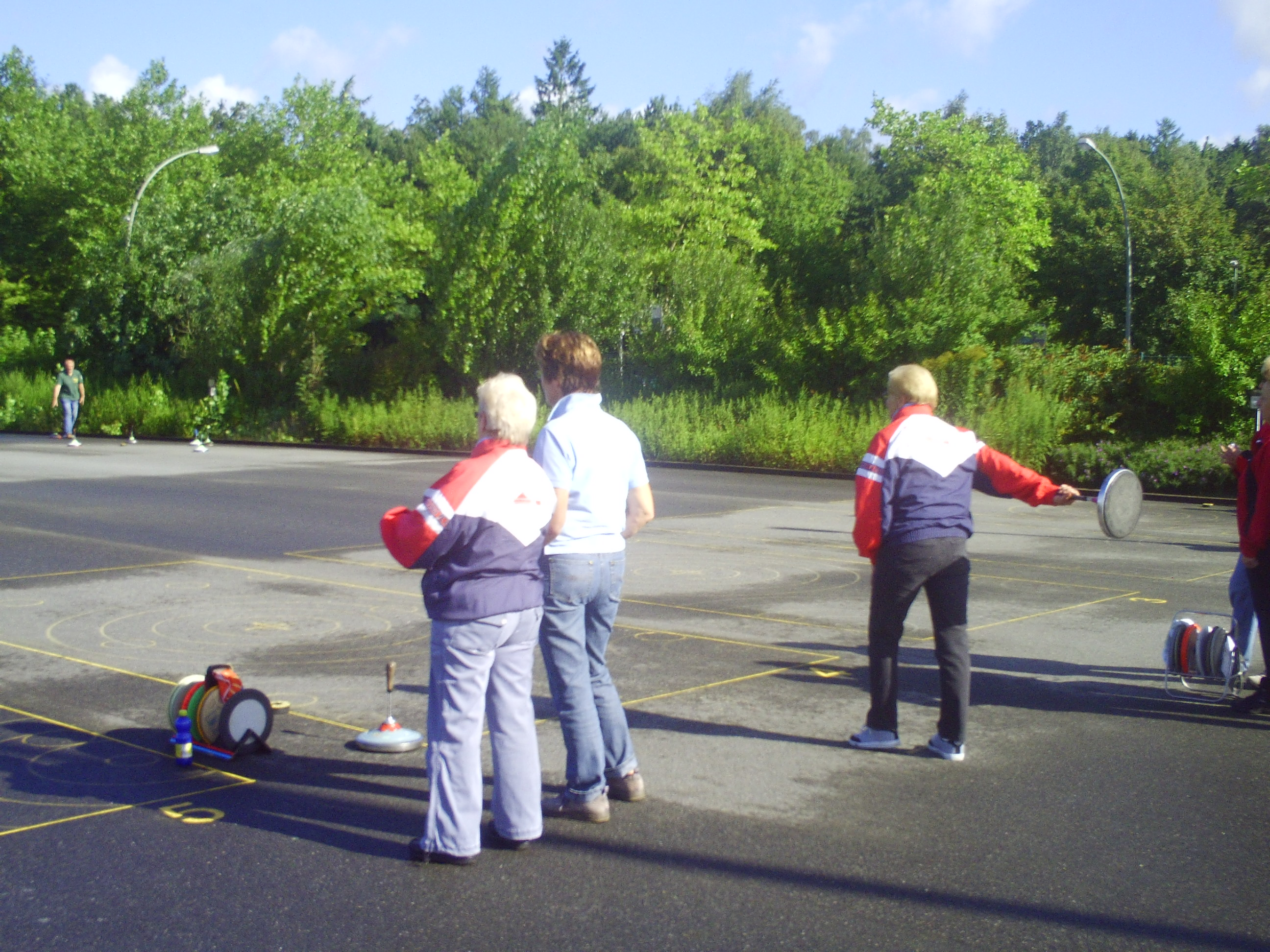

Lo stock sport o ice stock, altrimenti definito "birilli su ghiaccio", è un'antica pratica sportiva bavarese, praticata soprattutto nelle aree di lingua tedesca lungo l'arco alpino.
In Italia, lo stock sport è praticato quasi esclusivamente in Trentino-Alto Adige. La disciplina è rappresentata dal settore stock sport, affiliato alla FISG.
Il gioco, per certi versi simile al curling, consiste nel tirare degli speciali birilli su una superficie ghiacciata, cercando di avvicinarsi a un bersaglio o raggiungendo la massima distanza possibile. È possibile praticarlo anche d'estate, su superfici di cemento.
Lo stock sport è stato disciplina olimpica dimostrativa in due occasioni: Garmisch-Partenkirchen 1936 e Innsbruck 1964.